# Kalkhedslav
Kalkhedslav (Cladonia symphycarpia) är en lavart som först beskrevs av Heinrich Gustav Flörke, och fick sitt nu gällande namn av Fr.. Kalkhedslav ingår i släktet Cladonia, och familjen Cladoniaceae. Arten är reproducerande i Sverige.